# Brega & Chique
Brega & Chique é uma telenovela brasileira produzida pela TV Globo e exibida de 20 de abril a 6 de novembro de 1987, em 173 capítulos. Substituiu Hipertensão e foi substituída por Sassaricando, sendo a 38ª "novela das sete" exibida pela emissora.
Escrita por Cassiano Gabus Mendes, com a colaboração de Luís Carlos Fusco e Solange Castro Neves, teve direção de Jorge Fernando (também diretor geral), Marcelo de Barreto e Carlos Magalhães.
Contou com as atuações de Marília Pêra, Glória Menezes, Raul Cortez, Marco Nanini, Dennis Carvalho, Marcos Paulo, Patricia Pillar e Nívea Maria.

## Enredo
Ambientada na cidade de São Paulo, Brega & Chique tem como personagens centrais duas mulheres,  Rafaela e Rosemere. De ambientes sociais inteiramente opostos, as duas têm suas histórias cruzadas por causa de Herbert, empresário paulistano "casado" com ambas. A sua família oficial é formada por Rafaela, os filhos Ana Cláudia, Teddy e Tamyris, além do genro Maurício e da sogra Francine. Rafaela é uma mulher rica, sofisticada, desligada dos problemas do cotidiano, cheia de manias e futilidades. Mora em uma mansão em um bairro nobre de São Paulo. A segunda família de Herbert, na qual é conhecido pelo nome Mário Francis, é formada por Rosemere e Márcia, filha dos dois. Rosemere é uma mulher simplória, pobre e brega. Batalhadora, mora em um bairro da periferia de São Paulo, mantendo a casa e a família, que enfrenta dificuldades financeiras. Além de Márcia, tem outros dois filhos: Vânia e Amaury. Rosemere ainda ajuda o pai, Lourival. Rafaela e Rosemere, quando se conhecem, tornam-se amigas.
A novela começa quando Herbert, para escapar da falência, simula a própria morte e foge do país, abandonando sua família legítima. Preocupado com Rosemere, ele deixa uma boa quantia em dólares para que ela e a família possam sustentar-se. Endividada e sem nenhuma fonte de renda, Rafaela se vê obrigada a mudar-se com a família para um bairro mais simples e vai morar na mesma vila onde Rosemere vive com os filhos. As duas se conhecem e tornam-se amigas. Enquanto Rosemere ensina Rafaela a ganhar e economizar dinheiro, Rafaela dá aulas de etiqueta para a nova rica.
Além da ajuda de Rosemere, Rafaela conta com o apoio de Montenegro, secretário particular e cúmplice de Herbert. Apaixonado por Rafaela, ele está sempre por perto e faz tudo para ajudá-la a sair daquela difícil situação. Rosemere também tem um admirador: o bruto e apaixonado Baltazar, marceneiro do bairro,que é alguns anos mais novo do que ela.
A trama sofre uma reviravolta quando Herbert retorna ao país, após uma cirurgia plástica, com o nome de Cláudio Serra. Ele decide encontrar-se com suas ex-mulheres, separadamente, e as convida para jantar. Durante a conversa, ele pergunta sobre Herbert e Mário, e tanto Rosemere como Rafaela falam muito mal de seus ex-maridos, para desconforto de Cláudio. Mesmo assim, o conquistador barato decide reaproximar-se das duas, a quem ele chama de Alfa I (Rafaela) e Alfa II (Rosemere).
Em determinado momento da história, Rafaela e Rosemere, comentando sobre seus ex-companheiros, descobrem que os dois são a mesma pessoa, e ainda descobrem que existe uma terceira mulher na vida de Herbert, Zilda, ex-melhor amiga de Rafaela. Depois de muita confusão, toda a verdade sobre Cláudio Serra é revelada. Ele morre, dormindo, enquanto sonha com sua verdadeira face. Rafaela, Rosemere e Zilda reconstroem suas vidas ao lado de outros homens. Rafaela se entrega ao amor de Montenegro, Rosemere casa-se com Baltazar, e Zilda, com Pedro. Com a ajuda de Montenegro, Rafaela consegue passar para seu poder os dólares que Herbert guardava a sete chaves em uma conta na Suíça, prometendo dividir a herança com Rosemere e Zilda

## Elenco
| Ator                | Personagem                                   |
| ------------------- | -------------------------------------------- |
| Marília Pêra        | Rafaela Alvaray (Alfa I)                     |
| Glória Menezes      | Rosemere Fátima de Moraes (Alfa II)          |
| Raul Cortez         | Cláudio Serra / Isaac Blum / Herbert Alvaray |
| Marco Nanini        | Alberico Montenegro (Montenegro)             |
| Dennis Carvalho     | Baltazar da Conceição                        |
| Marcos Paulo        | Luiz Paulo Albuquerque Pereira               |
| Patrícia Pillar     | Ana Cláudia Alvaray                          |
| Nívea Maria         | Zilda Monteiro de Lima (Alfa III)            |
| Cássio Gabus Mendes | Bruno da Conceição                           |
| Patrycia Travassos  | Mercedes Pinto                               |
| Cássia Kis          | Silvana Albuquerque Pereira                  |
| Tato Gabus Mendes   | Maurício Costello                            |
| Cristina Mullins    | Tamyris Alvaray Costello                     |
| Célia Biar          | Francine Alcântara Di Biasi                  |
| Jayme Periard       | João Antônio Handerson                       |
| Percy Aires         | Justino Pereira                              |
| Neuza Amaral        | Lucy Albuquerque Pereira                     |
| Fábio Sabag         | Lourival de Moraes                           |
| Paula Lavigne       | Vânia de Moraes                              |
| Tarcísio Filho      | Teobaldo Alvaray (Teddy)                     |
| Suzy Camacho        | Rosinha                                      |
| Kaká Barrete        | Amaurí de Moraes                             |
| Hélio Souto         | Amadeu                                       |
| Bárbara Fazio       | Bianca Bistefani                             |
| Paulo César Grande  | Pedro Bistefani                              |
| José Augusto Branco | Carlos Bellotti                              |
| Ângela Figueiredo   | Marly                                        |
| Valéria Keller      | Rosely                                       |
| Anderson Müller     | Quibe Frito                                  |
| Fabiana Rocha       | Marcinha                                     |

### Participações especiais
| Ator             | Personagem                                |
| ---------------- | ----------------------------------------- |
| Jorge Dória      | Herbert Alvaray / Mário Francis           |
| Ana Rosa         | Madalena                                  |
| Ana Maria Sagres | Dona Lucélia                              |
| Anilza Leoni     | Verônica                                  |
| Marco Miranda    | Marco                                     |
| Maria Gladys     | Dona Zulmira                              |
| Newton Prado     | Dr. Ruy                                   |
| Fabiane Mendonça | Márcia Maria de Moraes Alvaray (Marcinha) |
| Zé Preá          | Seu Dirceu                                |
| Monique Lafond   | Marinalva Pombo                           |
| Paola Bettega    | Florence                                  |

## Produção
A trama teve o título provisório Caviar e Goiabada.
Marcou a volta de Marília Pêra às novelas, após 13 anos de ausência. Sua última novela havia sido Supermanoela, em 1974.
Para acompanhar o ritmo ágil da trama, a equipe de produção utilizou vários efeitos especiais, como o wipe, que faz com que a imagem seja varrida da tela, para mudar de cena, e o filó, que dividia tela ao meio, para a transmissão de duas cenas em simultâneo. Para além disto, a produção usou também animação.
Brega e Chique popularizou as lentes de contato coloridas, usadas por Rafaela e Rosemere.
Nos créditos de abertura, a ordem de aparição dos nomes de Marília Pêra e Glória Menezes alternava-se diariamente.
A abertura da novela contou com a participação da atriz e apresentadora Doris Giesse, de Deise Nunes, Miss Brasil 1986 e também do modelo Vinícius Manne.

## Exibição
Foi reexibida pelo Vale a Pena Ver de Novo de 31 de julho de 1989 a 19 de janeiro de 1990, substituindo A Gata Comeu e sendo substituída por Pão Pão, Beijo Beijo, em 125 capítulos.
Foi reexibida também no quadro de reprises compactadas do Video Show, o Novelão da Semana, de 4 a 8 de junho de 2012, substituindo Tieta e sendo substituída por A Gata Comeu, em cinco capítulos.
Foi reapresentada novamente no Novelão, de 5 a 12 de janeiro de 2015, em cinco capítulos, substituindo Tieta, e com narração de Marília Pêra. Originalmente o último capítulo deveria ser exibido na sexta feira, dia 9. No entanto, a cobertura jornalística do atentado terrorista ao jornal Charlie Hebdo, ocorrido no dia 7 em Paris, e dos desdobramentos nos dias seguintes, fez com que o último capítulo da reprise fosse adiado para o dia 12.
Foi exibida na íntegra pelo Viva, de 19 de fevereiro a 7 de setembro de 2020, substituindo Selva de Pedra e sendo substituída por Sassaricando, que foi também sua substituta na exibição original em 1987.
Foi reexibida na íntegra no Viva Fast, a versão gratuita do canal por assinatura, entre 12 de agosto de 2024 a 9 de abril de 2025, também substituindo Sassaricando. Foi também a última telenovela do Viva 80 Fast, já que no dia 16 de dezembro de 2024, foi iniciado o processo de fusão com o Viva 70 Fast, sendo concluído no dia 26 e a trama sendo mantida na grade do canal normalmente, agora assinando como Viva Fast.

### Outras mídias
Em 26 de outubro de 2020, foi disponibilizada na íntegra pelo Globoplay, como parte do Projeto Resgate.

## Repercussão

### Audiência
Em sua exibição original, alcançou média geral de 57 pontos no IBOPE pelo método eletrônico, sendo até hoje considerada uma das novelas das sete de maior audiência de todos os tempos (muito acima da meta estipulada pela Globo para o horário, que era de 40 pontos) e também um dos trabalhos mais memoráveis da carreira de Cassiano Gabus Mendes como escritor de telenovelas. A audiência e repercussão que a trama obteve junto ao público foram tantas que acabaram por superar O Outro, de Aguinaldo Silva, novela das oito exibida na época

### Controvérsias
Desde o seu início, a novela se mostrou bastante polêmica, começando pela abertura exibida. Nela, o modelo Vinícius Manne aparecia com as nádegas à mostra. Após a reclamação de telespectadores mais conservadores, o governo Federal exigiu que fosse colocada uma folha de parreira sobre o traseiro do modelo. Feito isso, novos protestos surgiram em prol da nudez, e acusação de censura. Então o Ministro da Justiça (que na época era Paulo Brossard) liberou a abertura original.
Moradores do bairro Itaim Bibi protestaram contra o deboche no qual a personagem Rafaela se referia ao bairro. Em resposta, o autor Cassiano Gabus Mendes precisou rescrever as falas da personagem em relação ao bairro, em que Rafaela ironizava o bairro despejando elogios.
Outro momento de polêmica foi o diálogo no qual Rafaela afirmou que se casaria com "o primeiro que aparecer, qualquer um, leiteiro, lixeiro, faxineiro, tintureiro, nem que seja japonês", que foi ao ar em 7 de julho de 1987 foi o suficiente pra deixar comunidade japonesa no Brasil possessa com a novela. Uma carta de protesto já estava pronta e ao assunto já tinha virado capa de jornal. Como resposta, o autor Cassiano Gabus Mendes justificou que a personagem era fútil, por isso falava muita besteira.
Em outro momento constrangedor, Teddy (Tarcísio Filho), afirmou que "secretária de chefe é assunto particular" incomodou outra categoria profissional, a das secretárias executivas. O assunto foi destaque no Jornal do Brasil e uma carta de protesto foi enviada à Globo. Além disso, elas também se incomodavam com a personagem Silvana (Cássia Kiss), tendo seu comportamento e trajes considerados inadequados para a profissão.

## Trilha sonora
- O nome da novela foi tirado de um sucesso do cantor Eduardo Dussek, a música "Brega Chique" de 1984 não contém no disco, conta uma história de uma doméstica atrapalhada. A canção mencionada fez parte da trilha sonora da novela "Transas e Caretas", também do horário das 19 horas, exibida em 1984 pela TV Globo, como tema da personagem "Ana", defendida por Aracy Balabanian.[12]
- A faixa "Music", de F. R. David, foi, na mesma época, traduzida para português e ganhou as paradas de sucesso na voz de Marquinhos Moura, sob o título "Meu Mel".
- A canção "Everything I Own", aqui na voz de Boy George, mais conhecido como vocalista da banda Culture Club, foi originalmente gravada pelo grupo Bread, na década de 1970.
- "Somewhere Out There" foi tema de Fievel: um Conto Americano (Fievel: an American Tale), um desenho animado de longa-metragem, e concorreu ao Oscar na categoria Melhor Canção, em 1987.
- Brega & Chique Internacional foi o primeiro lançamento do selo "Globo Discos", ligado a Sigla, que também era dona da Somlivre.

### Nacional
Capa: Glória Menezes e Marília Pêra
1. Pega Rapaz - Rita Lee e Roberto de Carvalho (tema de Rosemere e Baltazar)
2. Sem Peso e Sem Medida - Fábio Jr. (tema de Vânia e Teddy)
3. Preciso Aprender a Só Ser - Caetano Veloso (tema de Rafaela)
4. Um pro Outro - Lulu Santos (tema de Ana Cláudia)
5. Caleidoscópio - Dulce Quental (tema de Tamyris)
6. Cowboy Fora da Lei - Raul Seixas (tema de Bruno)
7. Pelado - Ultraje a Rigor (tema de abertura)
8. Blá-Blá-Blá… Eu te Amo - Lobão (tema de Zilda)
9. Até o Fim - Verônica Sabino (tema de Silvana)
10. É Tão Bom - Luiz Caldas e Caetano Veloso (tema de Rosemere)
11. Sinto Saudade - Evandro Mesquita (tema de Mercedes)
12. Coração de Jovem - Erasmo Carlos (tema de João Antônio)
13. Lágrima de Amor - Beto Guedes (tema de Luiz Paulo)
14. A Ilha - Léo Gandelman (tema de Rafaela/Montenegro/Herbert(Cláudio))

### Internacional
Capa: Vinícius Manne
1. Everything I Own - Boy George (tema de Ana Cláudia e Luiz Paulo)
2. Let's Wait a While - Janet Jackson (tema de Tamyris)
3. Music - F.R. David (tema de Zilda)
4. No Promises - Icehouse
5. What Do We Mean to Each Other? - Sérgio Mendes(tema de Silvana)
6. Is This Love? - Whitesnake (tema de Bruno e Mercedes)
7. Now And Forever - Jimmy Cliff
8. Somewhere Out There - Linda Ronstadt e James Ingram (tema de Rosemere)
9. I Want Your Sex - George Michael (tema de Bruno)
10. In Too Deep - Genesis (tema de Rafaela)
11. Head To Toe - Lisa Lisa & Cult Jam
12. C'Est La Vie - Robbie Nevil (Tema de Locação)
13. Glad To Know That You're The One) - Malcolm Roberts
14. Infidelity - Simply Red

## Prêmios
Troféu Imprensa (1988):
- Melhor Novela - Brega & Chique
- Melhor Atriz - Marília Pêra

Prêmio APCA (1987):
- Melhor Atriz - Marília Pêra